# Strop gęstożebrowy
Strop gęstożebrowy – odmiana stropu żelbetowego, w którym rozstaw żeber nie przekracza 90 cm.
Wyróżnia się dwie grupy stropów gęstożebrowych:
- bez wypełnienia lub z wypełnieniem nie odgrywającym roli wytrzymałościowej,
- z wypełnieniem współpracującym z belkami.